# Władysław Miller (prawnik)
Władysław Feliks Ludwik Miller, właśc. Müller (ur. 13 października lub 13 grudnia 1907 w Tarnopolu, zm. wiosną 1940 w Katyniu) – prawnik, urzędnik, podporucznik rezerwy piechoty Wojska Polskiego, ofiara zbrodni katyńskiej.

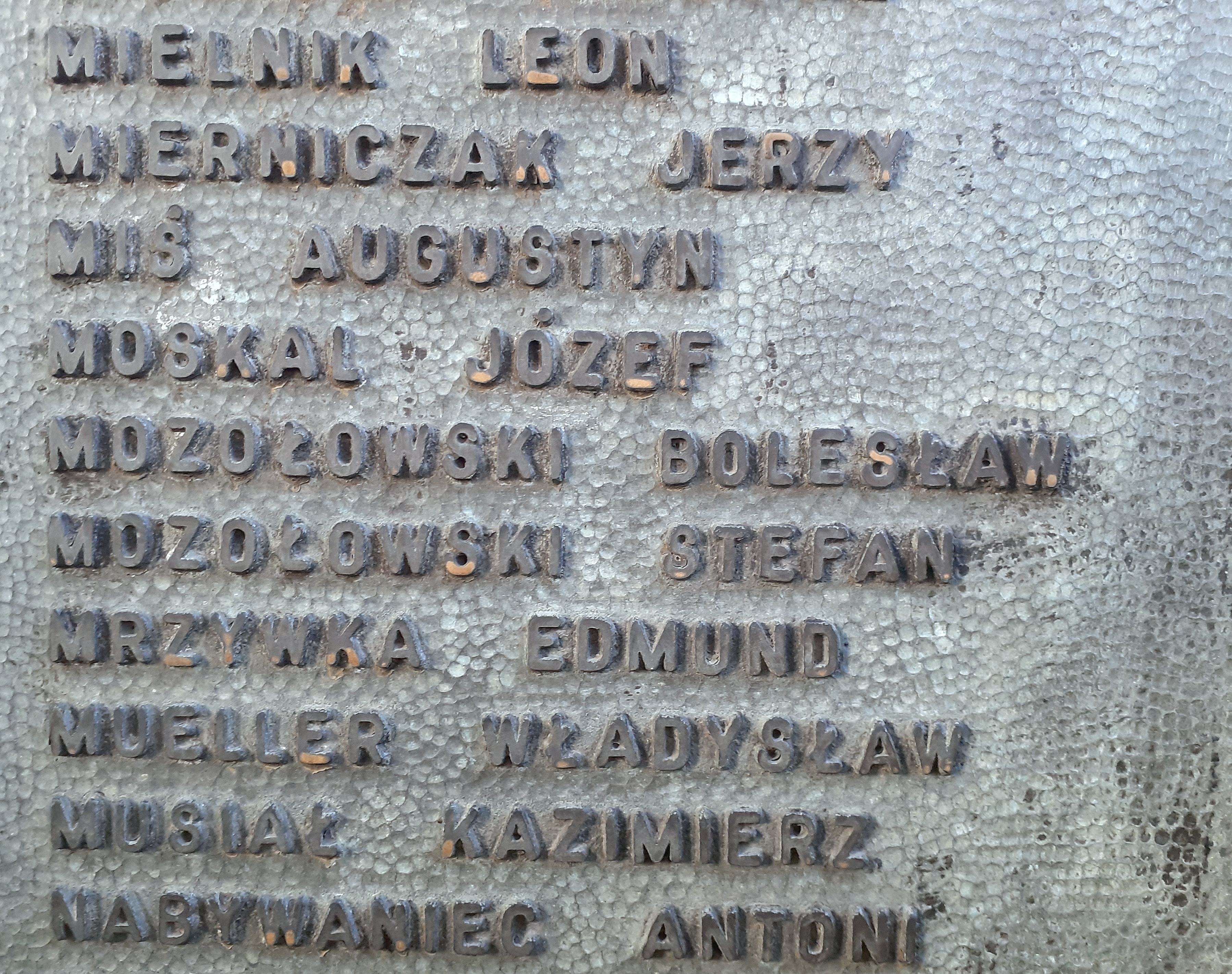
Upamiętnienie na Mauzoleum w Sanoku

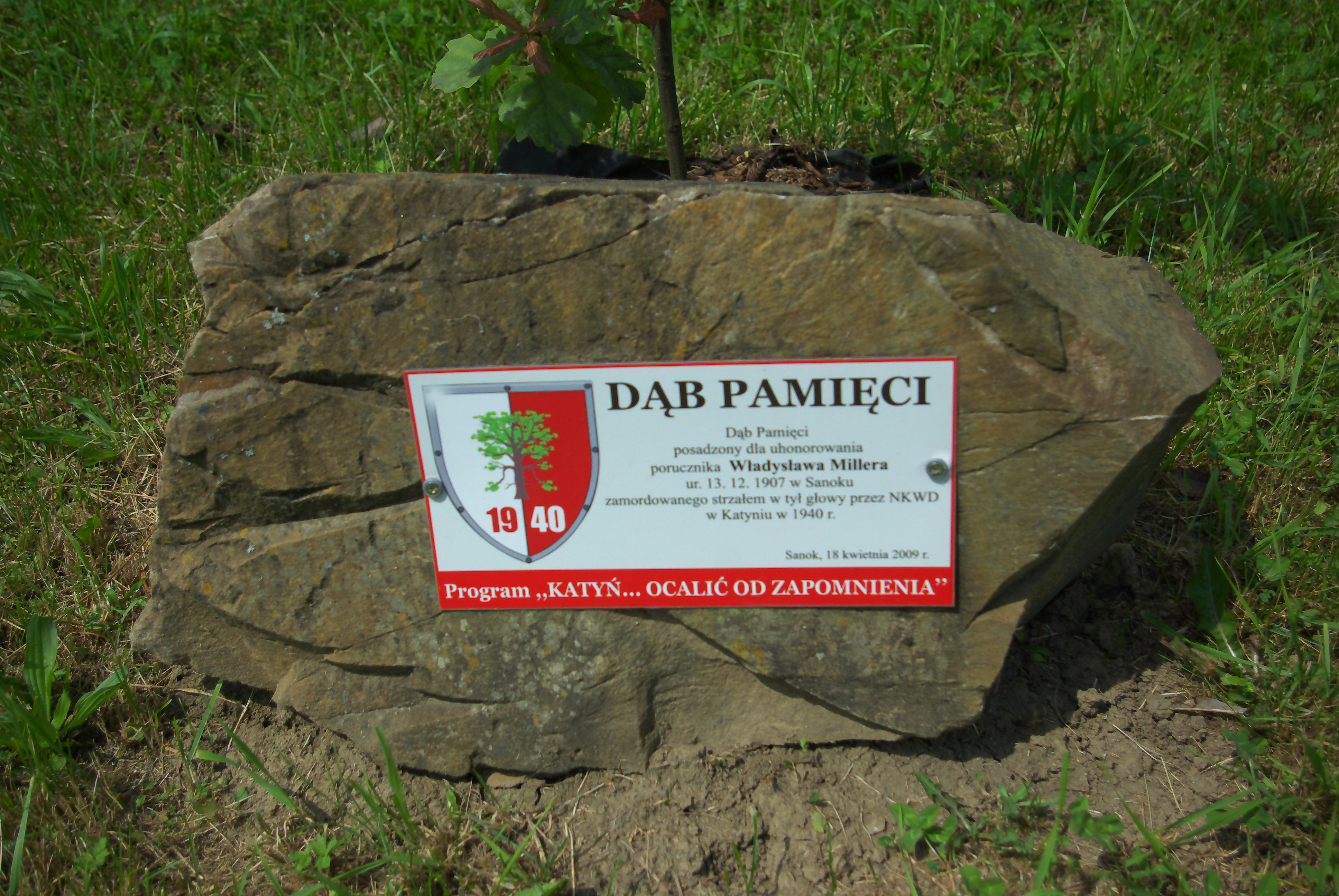
Kamień przy Dębie Pamięci honorującym Władysława Millera w Sanoku

## Życiorys
Urodził się w Tarnopolu jako Władysław Feliks Ludwik Müller 13 października 1907 lub 13 grudnia 1907. Był synem Władysława Müllera (ur. 1882, profesor C. K. Gimnazjum w Sanoku) i Heleny z domu Lisowskiej (ur. 1882). W 1925 zdał egzamin dojrzałości w Państwowym Gimnazjum im. Królowej Zofii w Sanoku (w jego klasie byli m.in. Aleksander Codello oraz bracia Leopold i Włodzimierz Musiałowie).
Został awansowany na stopień podporucznika rezerwy piechoty ze starszeństwem z dniem 1 stycznia 1932. Był oficerem rezerwowym 72 pułku piechoty w Radomiu i pozostawał wówczas w ewidencji Powiatowej Komendy Uzupełnień Radom.
Po wybuchu II wojny światowej i agresji ZSRR na Polskę we wrześniu 1939 został aresztowany przez Sowietów i był przetrzymywany w obozie w Kozielsku, skąd został zabrany do Katynia, gdzie został rozstrzelany przez funkcjonariuszy Obwodowego Zarządu NKWD w Smoleńsku oraz pracowników NKWD przybyłych z Moskwy na mocy decyzji Biura Politycznego KC WKP(b) z 5 marca 1940. W 1943 jego ciało zostało zidentyfikowane w toku ekshumacji prowadzonych przez Niemców pod numerem 1369 (przy zwłokach znaleziono legitymację urzędnika państwowego, książeczkę żołdu dla oficerów). Jest pochowany na obecnym Polskim Cmentarzu Wojennym w Katyniu.

## Upamiętnienie
Podczas „Jubileuszowego Zjazdu Koleżeńskiego b. Wychowanków Gimnazjum Męskiego w Sanoku w 70-lecie pierwszej Matury” 21 czerwca 1958 jego nazwisko zostało wymienione na ustanowionej w budynku gimnazjum tablicy pamiątkowej poświęconej poległym i pomordowanym absolwentom gimnazjum.
W 1962 został upamiętniony wśród innych osób wymienionych na jednej z tablic Mauzoleum Ofiar II Wojny Światowej na obecnym Cmentarzu Centralnym w Sanoku (wymieniony jako „Władysław Mueller”).
5 października 2007 roku minister obrony narodowej Aleksander Szczygło awansował go pośmiertnie do stopnia porucznika. Awans został ogłoszony 9 listopada 2007 roku, w Warszawie, w trakcie uroczystości „Katyń Pamiętamy – Uczcijmy Pamięć Bohaterów”.
18 kwietnia 2009, w ramach akcji „Katyń... pamiętamy” / „Katyń... Ocalić od zapomnienia”, w tzw. Alei Katyńskiej na Cmentarzu Centralnym w Sanoku zostało zasadzonych 21 Dębów Pamięci, w tym upamiętniający Władysława Millera (zasadzenia dokonali Krzysztof Zając – dyrektor Szkoły Podstawowej nr 4 im. ks. prałata Zdzisława Peszkowskiego oraz Halina Konopka – dyrektor Zespołu Szkół nr 4 im. Kazimierza Wielkiego).